# Bảo tàng Địa chất của Viện Khoa học Địa chất thuộc Viện Hàn lâm Khoa học Ba Lan ở Kraków
Bảo tàng Địa chất của Viện Khoa học Địa chất thuộc Viện Hàn lâm Khoa học Ba Lan ở Kraków (tiếng Ba Lan: Muzeum Geologiczne Instytutu Nauk Geologicznych PAN w Krakowie) là một bảo tàng địa chất nằm trong Trung tâm nghiên cứu Kraków của Viện Khoa học Địa chất thuộc Viện Hàn lâm Khoa học Ba Lan, tọa lạc tại số 1-3 Phố Senacka, thành phố Kraków, Ba Lan. Bảo tàng Địa chất nằm liền kề với Bảo tàng Khảo cổ học.

## Lược sử hình thành
Các bộ sưu tập địa chất của Bảo tàng bắt đầu được thu thập từ năm 1865. Năm 1954, sau khi thành lập Viện Hàn lâm Khoa học Ba Lan, một phần của bộ sưu tập được đặt trong Phòng thí nghiệm Địa chất và Địa tầng, đây chính là nơi khởi nguồn của Bảo tàng ngày nay.
Vào những năm 1960, tòa nhà của Bảo tàng Địa chất được xây dựng bên trong các tòa nhà vốn là tu viện của Dòng Cát Minh trong thế kỷ 17.

## Triển lãm
Bảo tàng Địa chất của Viện Khoa học Địa chất thuộc Viện Hàn lâm Khoa học Ba Lan có bộ sưu tập thiên thạch lớn nhất ở Ba Lan gồm 333 mẫu vật. Trong đó, một trong những mẫu vật có giá trị nhất là một cụm tinh thể halit có kích thước lên tới 10 cm thu được vào năm 1901 ở Wieliczka.
Bảo tàng Địa chất có cả triển lãm thường trực và triển lãm tạm thời. Triển lãm thường trực có tên là "Cấu trúc địa chất của khu vực Kraków", được chuẩn bị dưới sự giám sát của chuyên gia Ryszard Gradziński và bao gồm ba phần bổ sung:
- địa tầng và thạch học,
- cổ sinh vật học,
- kiến tạo, thu thập và lịch sử nghiên cứu cấu trúc địa chất của khu vực